# Inaquen
Inaquen (Inaken ili "gente del Sur"; Tehuelches del sur; Patagonci), jedna od dviju skupina Južnih Tehuelche Indijanaca nastanjenih u južnoargentinskoj provinciji Santa Cruz, od rijeke río Chubut pa na jug do mageljanovog prolaza. Inakeni su pravi Tehuelche ili Patagonci (Patagones). Populacija im iznosi oko 200, od čega svega 4 govornika (2000 W. Adelaar). 
Po kulturi su bili nomadski lovci. Inakeni, odnosno Južni tehuelče, podijeljeni su na još uže skupine, i to sjevernije Mecharnúekenk ili Tehuelches meridionales boreales, sjevernije od rijeke Santa Cruz u provinciji Santa Cruz i istočnom dijelu provincije Chubut, na sjever do Rawsona. Južno od Santa Cruza živjeli su Aónikenk, sve do krajnjeg juga kopna.